# Tsjaad op de Olympische Zomerspelen 1964
Tsjaad debuteerde op de Olympische Zomerspelen tijdens de Olympische Zomerspelen 1964 in Tokio, Japan. Het was door het IOC uitgenodigd om deel te nemen op basis van een voorlopige erkenning van het Nationaal Olympisch Comité van Tsjaad. In 1960 was Tsjaad onafhankelijk geworden van Frankrijk.

## Resultaten en deelnemers per onderdeel

### Atletiek
Mannen 800m
- Ahmed Issa
  1. Eerste ronde - 1:49.7
  2. Halve finale - 1:49.4 (ging niet verder)

Mannen 1500m
- Ahmed Issa
  1. Eerste ronde - Niet gestart

Mannen hoogspringen
- Mahamat Idriss
  1. Kwalificatie - 2.06
  2. Finale - 2.09 (9e plaats)

Afghanistan · Algerije · Argentinië · Australië · Bahama's · België · Bermuda · Birma · Bolivia · Brazilië · Brits-Guiana · Bulgarije · Cambodja · Canada · Ceylon · Chili · Colombia · Congo-Brazzaville · Costa Rica · Cuba · Denemarken · Dominicaanse Republiek · Duits eenheidsteam · Ethiopië · Filipijnen · Finland · Frankrijk · Ghana · Griekenland · Groot-Brittannië · Hongarije · Hongkong · Ierland · IJsland · India · Irak · Iran · Israël · Italië · Ivoorkust · Jamaica · Japan · Joegoslavië · Kameroen · Kenia · Libanon · Liberia · Libië · Liechtenstein · Luxemburg · Madagaskar · Maleisië · Mali · Marokko · Mexico · Monaco · Mongolië · Nederland · Nederlandse Antillen · Nepal · Nieuw-Zeeland · Niger · Nigeria · Noord-Rhodesië · Noorwegen · Oeganda · Oostenrijk · Pakistan · Panama · Peru · Polen · Portugal · Puerto Rico · Roemenië · Senegal · Sovjet-Unie · Spanje · Taiwan · Tanganyika · Thailand · Trinidad en Tobago · Tsjaad · Tsjecho-Slowakije · Tunesië · Turkije · Uruguay · Venezuela · Verenigde Arabische Republiek · Verenigde Staten · Vietnam · Zuid-Korea · Zuid-Rhodesië · Zweden · Zwitserland